# Matthes-Produktionsfunktion
Die Matthes-Produktionsfunktion (auch als Produktionsfunktion vom Typ F bekannt) ist in der betriebswirtschaftlichen Produktionstheorie eine Produktionsfunktion, die 1979 von Winfried Matthes entwickelt wurde und auf der Produktionsfunktion vom Typ E aufbaut.

## Inhalt
Sie ergänzte die Küpper-Produktionsfunktion (Typ E). Das Ziel bestand darin, über die logische und zeitliche Abbildung von Input-Output-Beziehungen hinaus auch strukturelle, prozesstechnische, soziale und insbesondere finanzielle Nebenbedingungen in das Produktionsmodell einzubeziehen. Es wird ein dynamisches Produktionsmodell mit Hilfe eines Netzplanes entwickelt.
Dabei werden neben den einzelnen Produktionsaufträgen auch finanzielle Vorgänge abgebildet. Einzelne Prozesse werden mit der Heinen- oder Gutenberg-Produktionsfunktion (Typen B und C) dargestellt. Je nach gewünschtem Detaillierungsgrad können somit ganze Produktionssysteme mitsamt den zugehörigen Zahlungsströmen oder einzelne Produktionsprozesse dargestellt werden.